# Vallon-Pont-d'Arc
Vallon-Pont-d'Arc är en kommun i departementet Ardèche i regionen Auvergne-Rhône-Alpes i sydöstra Frankrike. Kommunen ligger  i kantonen Vallon-Pont-d'Arc som ligger i arrondissementet Largentière. År 2022 hade Vallon-Pont-d'Arc 2 469 invånare.

## Befolkningsutveckling
Antalet invånare i kommunen Vallon-Pont-d'Arc
Referens: INSEE

## Galleri

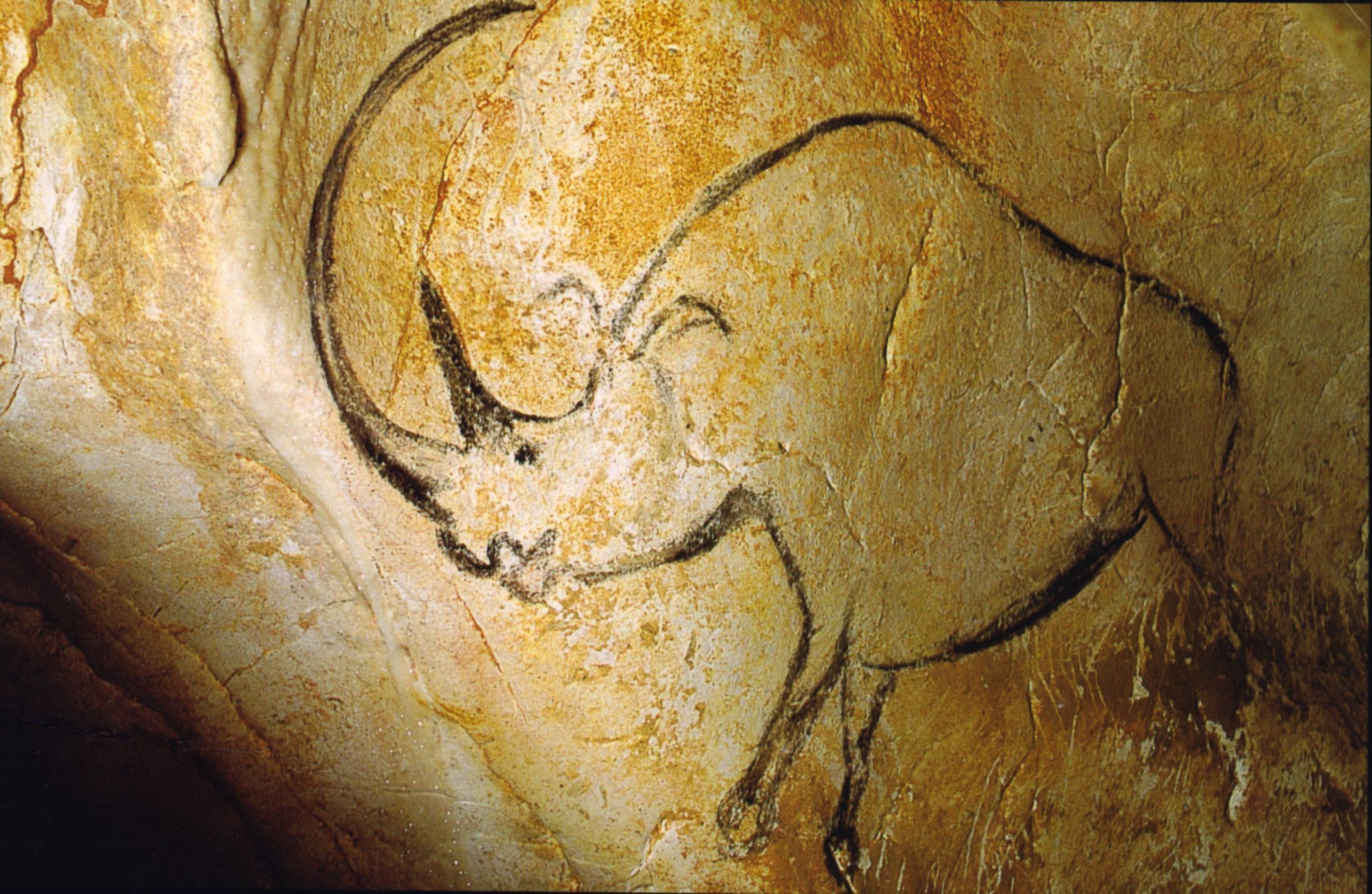
Grottmålning daterad med C-14 till 29 000 f.Kr.
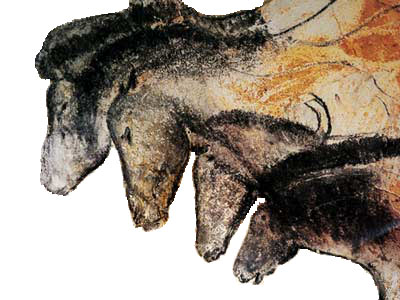
Grottmålning
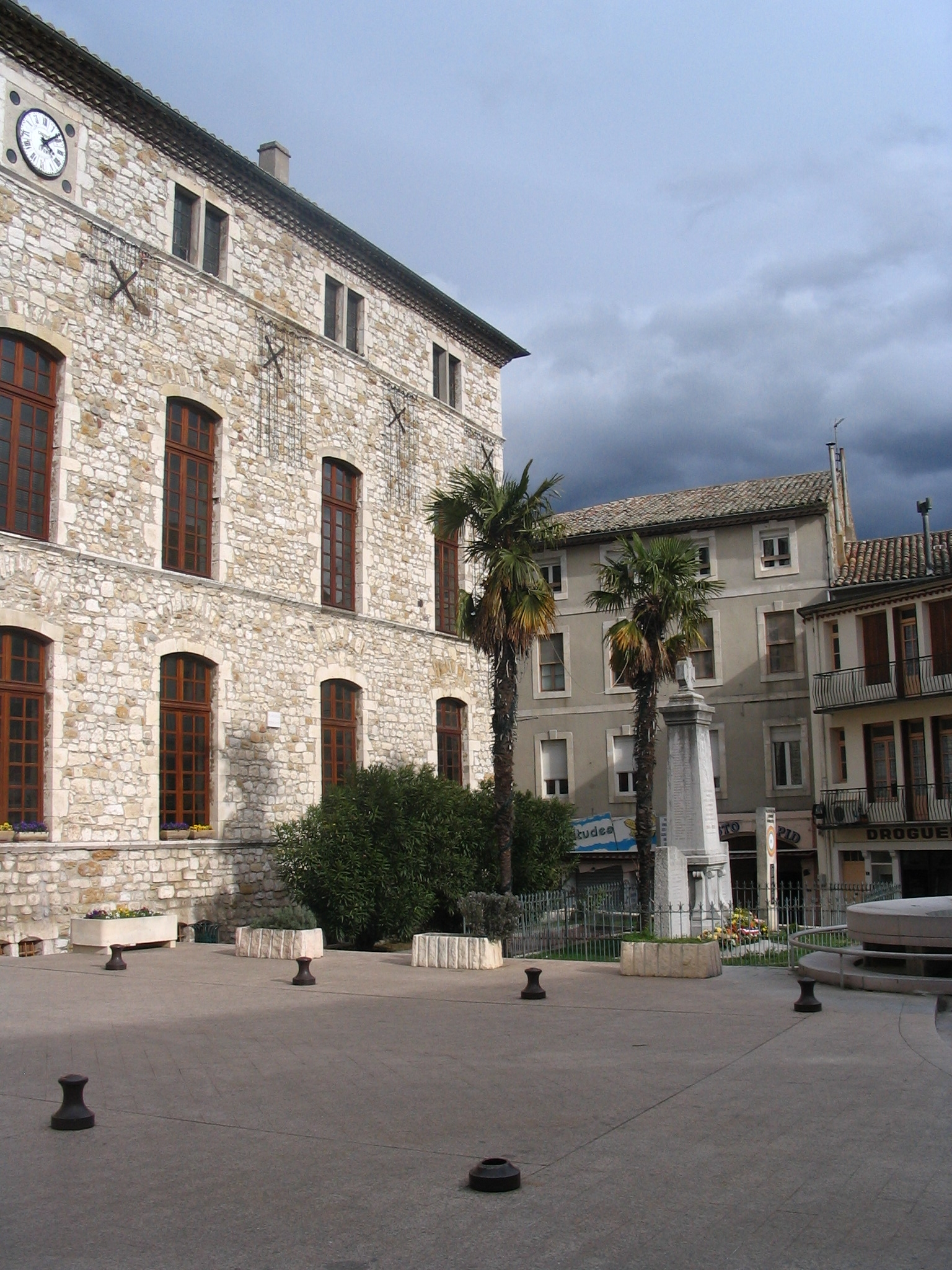
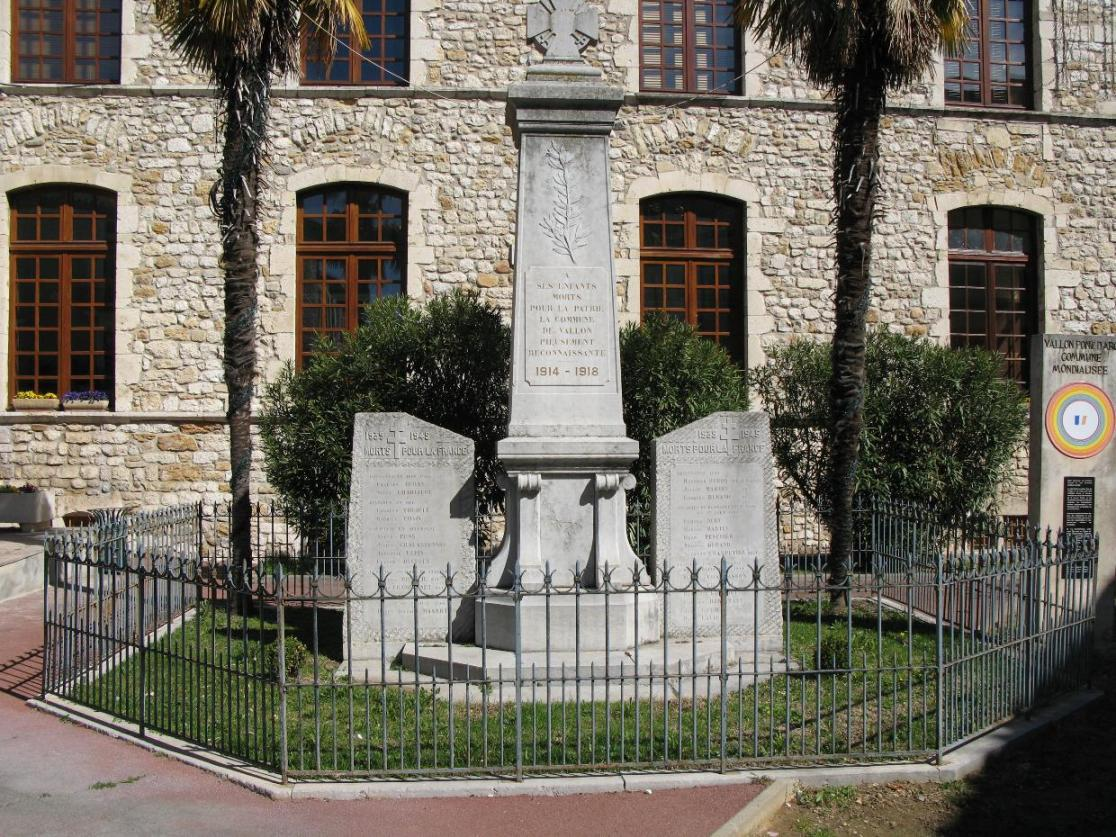